# Скио
Ски́о (итал. и вен. Schio) — город в итальянской области Венеция, в провинции Виченца, Северная Италия. Город расположен к северу от Виченцы, к востоку от озера Гарда. Скио окружают Предальпы, так называемые «Малые Доломиты», и гора Пасубио.
Покровителем города считается святой апостол Пётр. Праздник города 29 июня.

## История
Первые поселения возникли вокруг двух древних холмов, там, где сейчас располагаются, соответственно, руины древнего замка и величественный собор в стиле неоклассицизма. Первые следы присутствия человека на этой территории восходят в доисторическую эпоху и подтверждены результатами обширных археологических раскопок.
Скио находится на перекрестке торговых путей и, таким образом, всегда привлекал многочисленных гостей и торговцев. Самым известным является например торговый путь veneti, который происходит через Скио и пересекает всю область Венеция, от Адидже до Пьяве, путь который позволил народу Heneti (или Veneti) колонизировать эту территорию.
Римляне завоевали местность в 222 до н. э.. выстроили многочисленные дороги, которые как например Postumia, связывает Геную с Аквилеей и также Виченцей. Между Скио и Санторсо существует обширная искусственная насыпь квадратном формы, приблизительно 400 метров длины, которая скорее всего является остатками древнеримского укрепления. Исходя из этого можно считать что Скио представлял для Римлян важную точку обороны.
Когда Римская империя начала терять своё господство, Скио перенес многочисленные вторжения варваров. Об этом периоде документов сохранилось немного, но известно, что с V веком начались нашествия варваров, приходивших с севера.
В 568 году под предводительством Альбоина в Италию пришли лангобарды. Многочисленные археологические находки свидетельствуют об их присутствии в Скио. Они считали Скио важным оборонительным пунктом и построили здесь многие укрепления.
Исторический центр города сформирован перекрестком больших коммерческих улиц, а также замок и собором. Не очень ясна дата появления муниципалитета, но первые найденные документы датированы 1275 годом и касаются передачи графского имущества.
К XII веку Скио становится важным и процветающим центром шерстепрядильной промышленности. До 1311 городом правила венецианская фамилия Maltraversi.

## Природа
В окрестностях города присутствует многообразие растительного и животного мира. Можно встретить около 1000 видов растений и различных цветов, около 7,5 % всей европейской флоры, 15 % итальянской, и более чем 30 % растений встречающихся в Венето.
В местах с высокой влажностью могут найтись многочисленные леса из буков, а на вершинах гор растут сосны.
Не редкость такие животные как косули, лисы и многочисленные виды мелких млекопитающих.

## Промышленность
Название города восходит к латинскому «escletum», что переводится как «дубовый лес». В XX веке Скио — промышленный город. Росту промышленного производства способствовал Алессандро Росси, который основал крупнейшую в Италии фирму, занимающуюся шерстью (Lanerossi) в XIX веке. Скио даже называли «Манчестер Италии», так как по объёму производства и торговли он вполне заслуживает этого названия. Кроме того, в Скио развито текстильное машиностроение, фармацевтические, полиграфические, пищевые предприятия, производство стройматериалов.
Благодаря богатству территории и сильной предпринимательской активности населения, Скио является достаточно уникальным объектом в итальянском экономическом ландшафте. В прошлом было несколько крупных компаний, которые оказали влияние на экономику не только города, но и всей окружающей территории (например, Lanerossi дал работу поколениям жителей Виченца). В последнее время распространено много малых и средних компаний и семейных производств, разбросанных по большой территории в Скио.
Большую долю экономического сектора, несомненно, занимает металлообрабатывающая промышленность, производство шерсти, продуктов питания, кондитерские изделия и упаковка, а также производство продуктов роскоши, фармацевтическая промышленностью, обработка мрамора, обувное дело и др. В последние годы текстильная промышленность пережила серьёзный кризис, который привел к потере тысяч рабочих мест. Скио обладает обширной промышленной зоной на окраине города, созданной в конце шестидесятых и расширенной в течение десятилетий.
Транспортное сообщение между Скио и окружающими городами постоянно развивается, например, не так давно открылся туннель Скио - Valdagno, 4690 метров в длину, проложенный под горой Дзово (Zovo) для облегчения сообщения этих двух связанных интенсивной торговлей городов. Проезд по тоннелю платный, и это существенно ограничивает его использование местным населением, которое предпочитает длинный путь из Zovo или Priabona.
Сегодня значение сельского хозяйства в доходах территории ещё более уменьшилось, хотя значительно возросло качество продукции и механизации в секторе. Туризм развивается благодаря присутствию архитектурных памятников, музеев технологий, а также красивой местности вокруг города.

## Достопримечательности
- Статуя Ткача, воздвигнутая в 1879 году Алессандро Росси который посвятил её своим рабочим. Жители Скио называют её «L’Omo» что означает «человек» на диалекте региона Венето. Статуя изображает человека который держит в руке челнок от ткацкого станка, эмблему своего ремесла и одновременно символ всей отрасли.
- Башня замка разрушенного в 1514 году.
- San Francesco Церковь построенная в начале 15 века. Входит в комплекс зданий которые принадлежали сначала монастырю dei Frati Minori (1437—1806) затем больнице Институт Baratto (1807—1959), а сейчас используется под дом престарелых.
- Маленькая церковь St. Mary in the Valley начала строиться в 1511 а закончена в 1580 году.
- Дворец Toaldi-Capra построенный в 15 веке или раньше. Первоначально принадлежал семейству Toaldi затем перешёл к ноблю Enrico Capra и в 1913 году стал ратушей. Тщательно восстановлен в 1981 году и сейчас используется как Музыкальный институт и культурный центр.

## Транспорт
По железной дороге, связывающей Скио с Виченцей, примерно с часовой периодичностью ходят электропоезда.

## Спорт
Старейшим спортивным обществом является Fortitudo основанное в 1875 году. До 1900 года были включены такие дисциплины, как велоспорт, футбол и альпинизм, а затем мужскую гимнастику, после окончания Второй мировой войны был также создан раздел женских видов спорта. Первое здание занимаемое обществом до начала сороковых годов была церковь Снежной Богоматери которую обычно называли «замок». Впоследствии общество переехало в спортивную школу Маркони, а с 1987 года, находилось в Палазето Спорт в Кампагноле.
- 29 мая 1998 года команда Скио выиграла 13 этап Джиро д'Италия 1998, закончившийся в Скио победой Микеле Бартоли из команды Асикс.
- Женская баскетбольная команда города, победила в серьёзных играх А1 национального чемпионата в сезонах 2004—2005, 2005—2006 и 2007—2008.
- Футбольные команды города в настоящее время ничем не примечательны но в прошлом, участвовали в двух чемпионатах премьер-лиги (в 1921 и 1922 (FIGC)) и в некоторых сериях чемпионата C. Среди футбольных команд города выделяются Poleo, PGS «Конкордия», У. С. Ca AC’30 и Scledum altalenanti участвуют в чемпионатах 1 и 3 категории.
- В Скио есть также сильная команда по фигурному катанию. В марте 2005 года включала в себя 12 девушек. «Метрополис» принимала участие и получила золотую медаль на национальных чемпионатах проведенных в Реджо-Эмилии, завоевывали титул чемпионов Италии.
- В Скио также есть активно работающий теннисный клуб который участвует в матчах серии A2.
- Команда по плаванию называется «Schio Nuoto».
- Также есть общество женского волейбола «SCHIO VOLLEY!».

## Города-побратимы
- Ландсхут, Бавария, Германия, с 1981
- Капошвар, Венгрия, с 1990
- Петанж, Люксембург, с 1992

## Фотогалерея

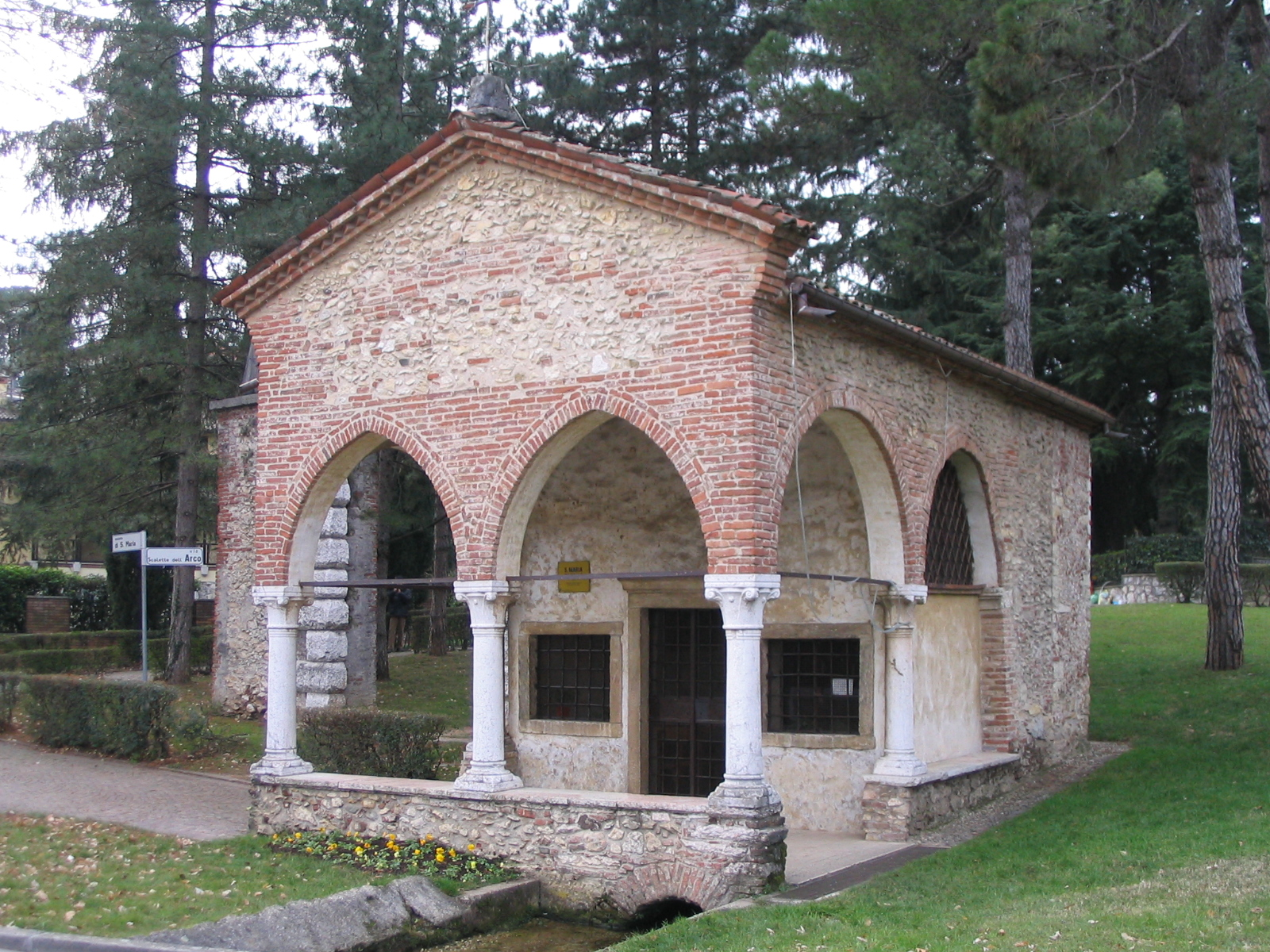
Церковь Св. Марии
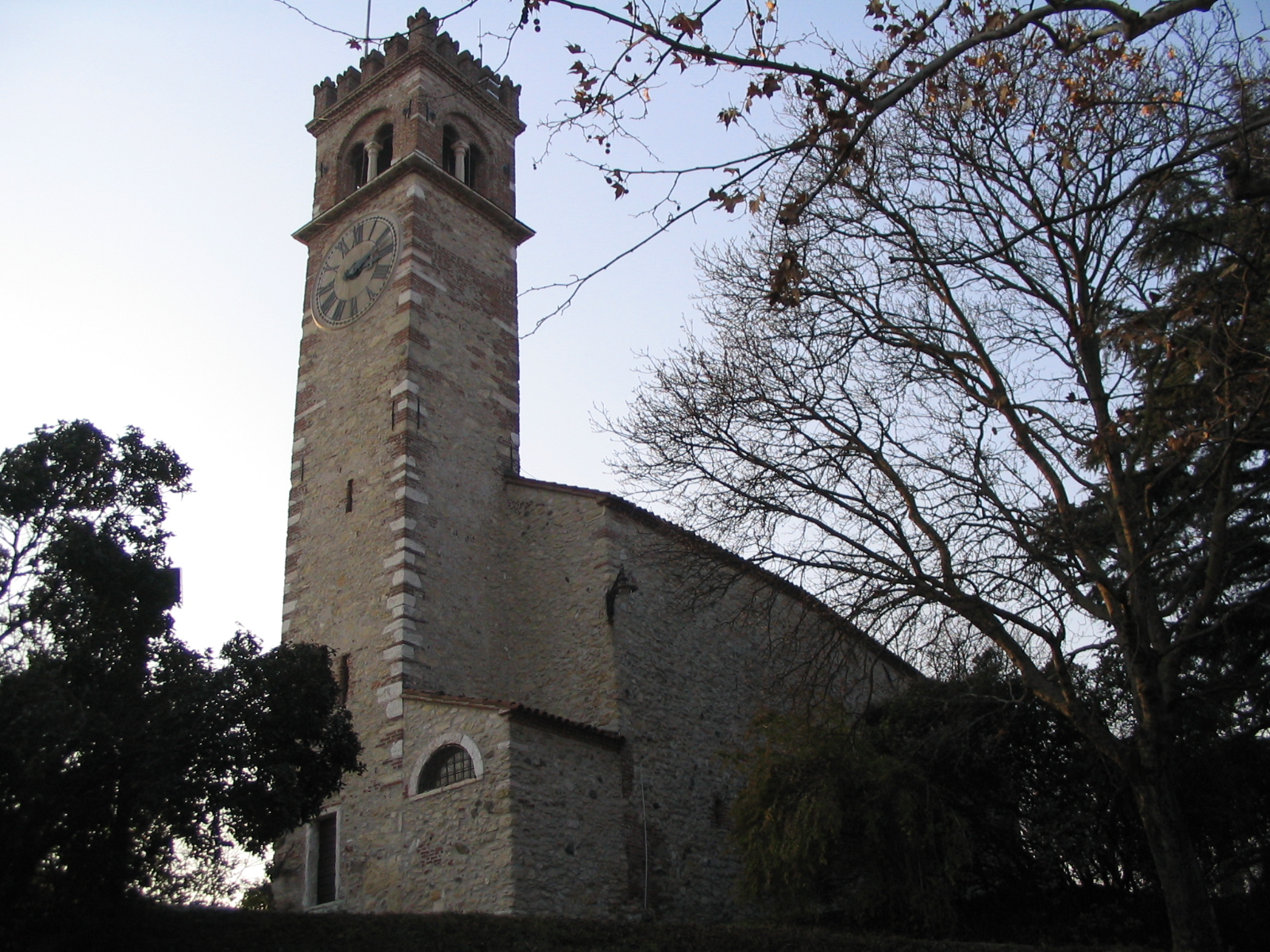
Замок
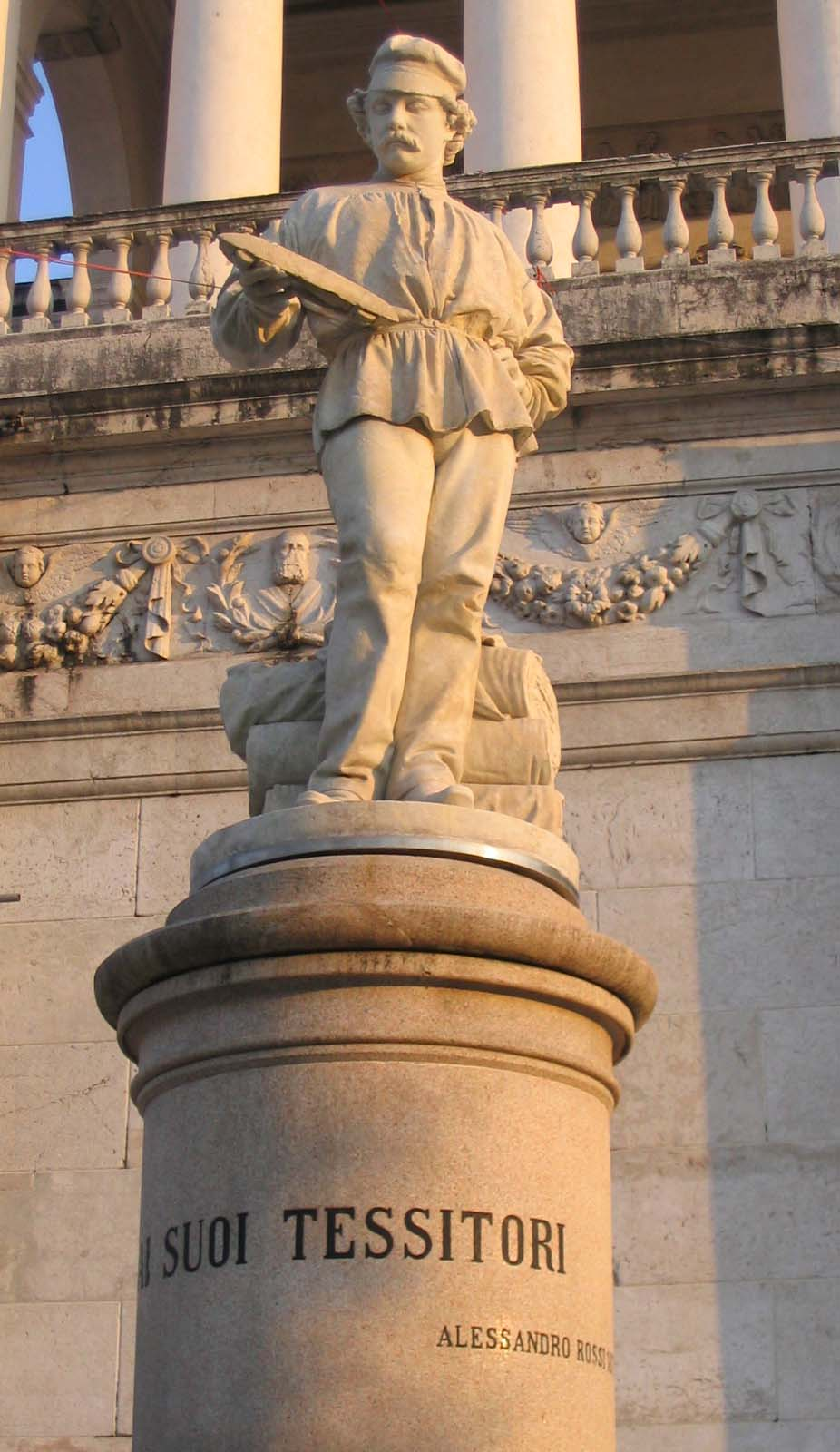
L'Omo
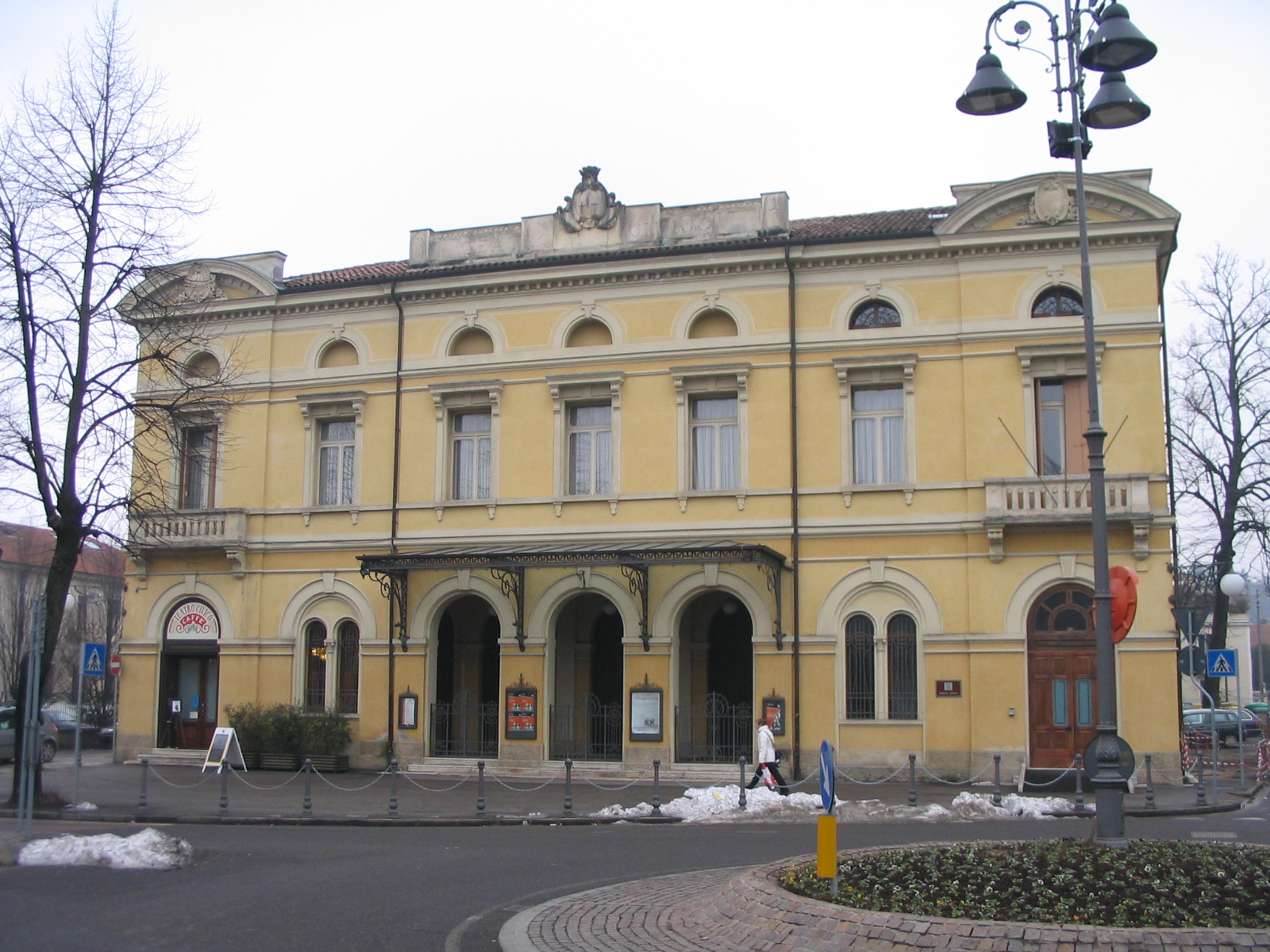
Городской театр
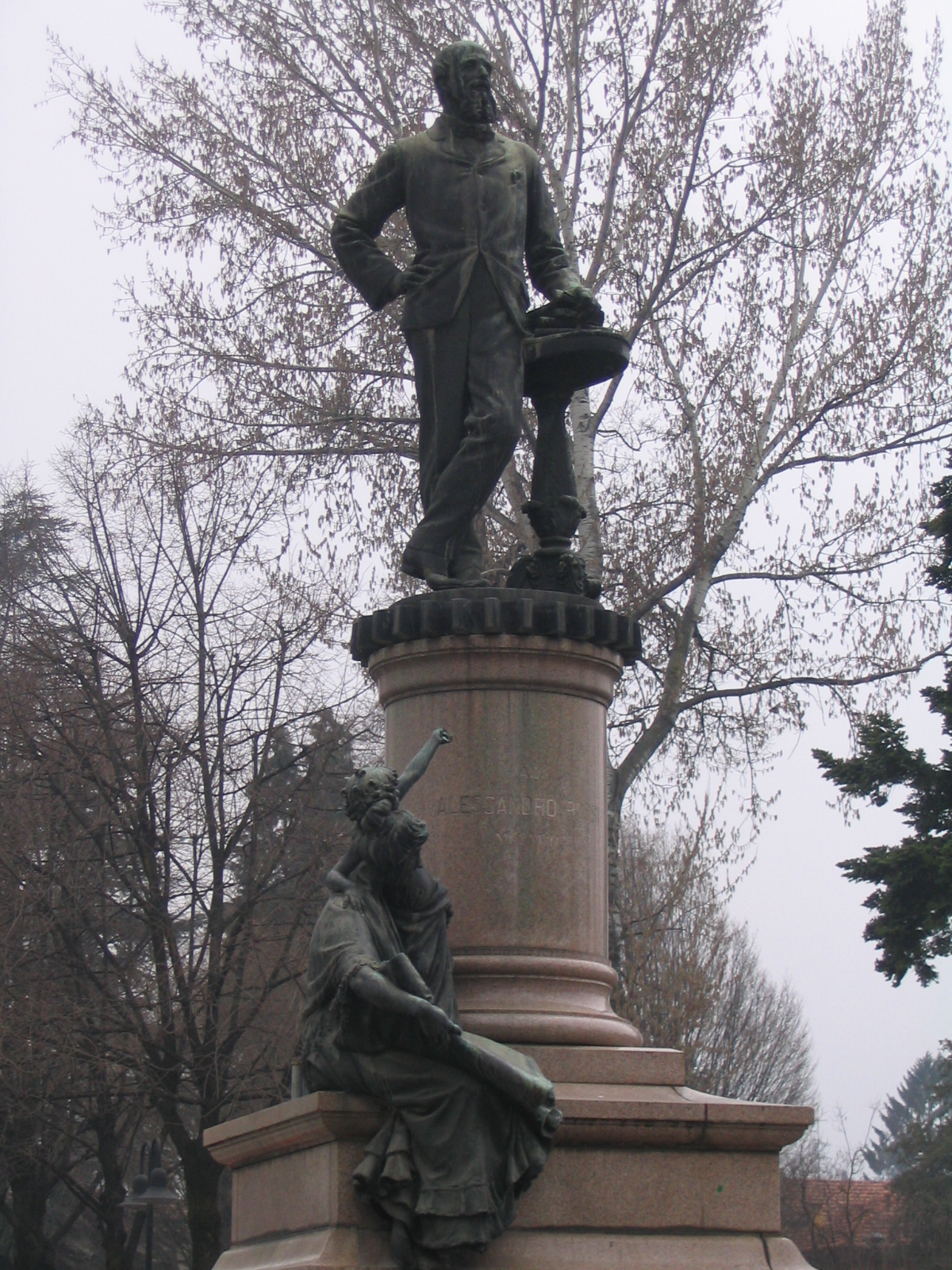
Памятник Алессандро Росси
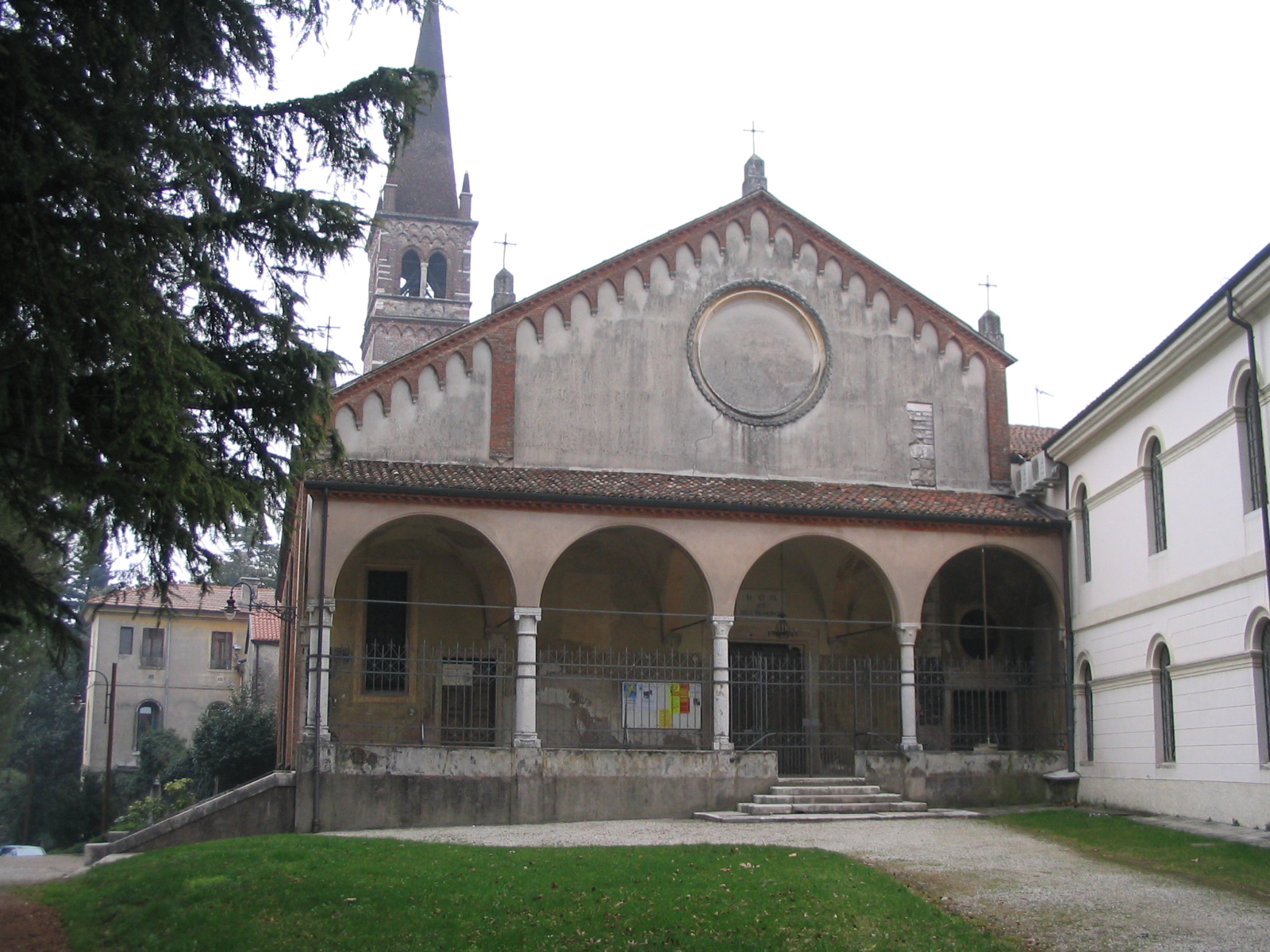
Церковь Св. Франциска
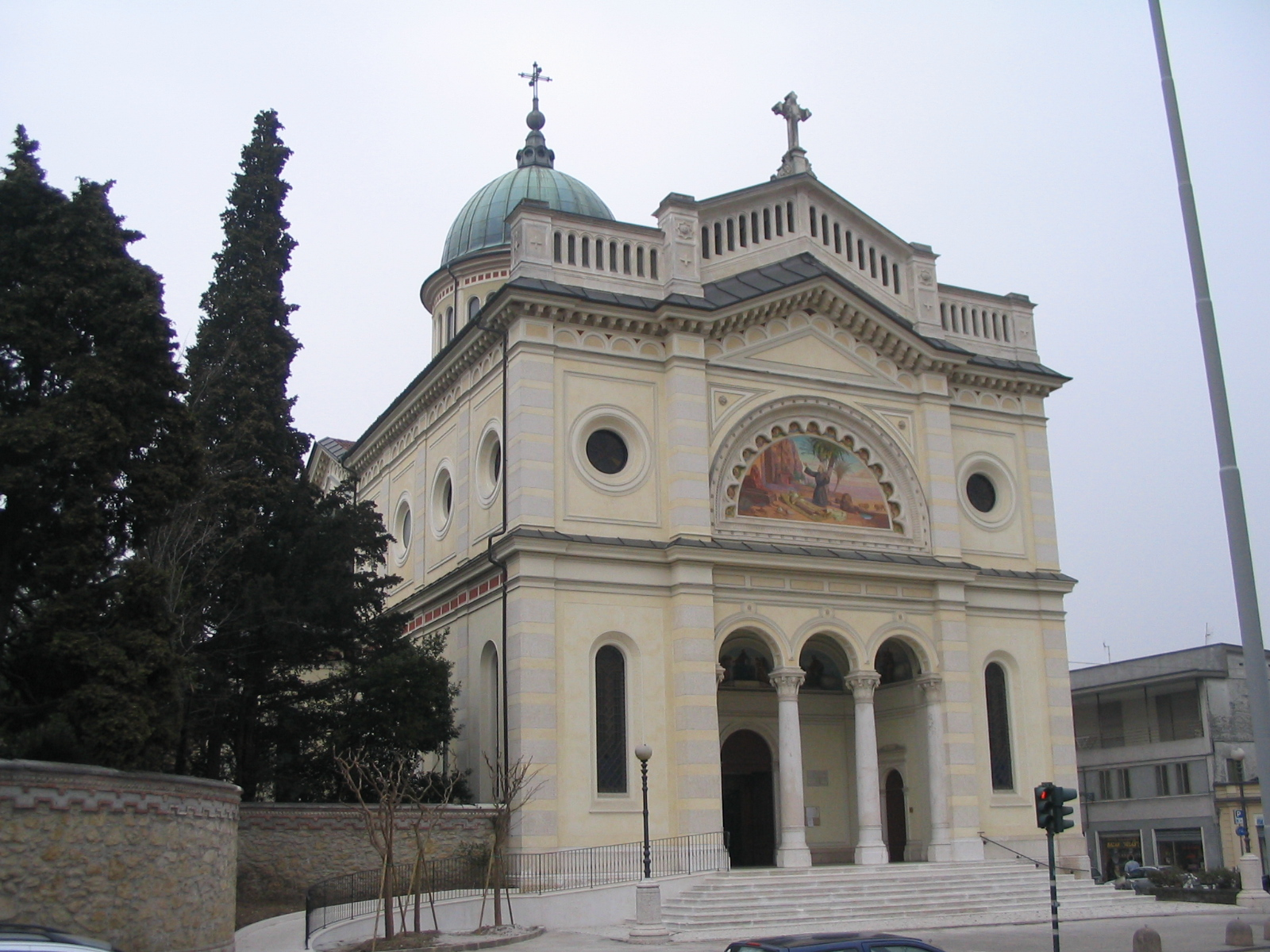
Церковь Св. Антония